# Koczury
Koczury (niem. do 1918 r. Marienhag) – osada leśna w Polsce położona w województwie wielkopolskim, w powiecie leszczyńskim, w gminie Włoszakowice, na obszarze Przemęckiego Parku Krajobrazowego. Ludność miejscowości stanowią 4 osoby.
W latach 1975–1998 miejscowość administracyjnie należała do województwa leszczyńskiego.